# ПТРС
Протитанкова самозарядна рушниця зразка 1941 р. системи Симонова (ПТРС, Індекс ГРАУ — 56-В-562) — радянська самозарядна протитанкова рушниця, прийнята на озброєння 29 серпня 1941 року. Призначена для боротьби з середніми і легкими танками і бронемашинами на відстанях до 500 м. Також з рушниці міг вестися вогонь по ДОТах і ДЗОТах, вогневих точках, прикритих бронею, на відстанях до 800 м і по літаках на відстанях до 500 м. Протягом війни деякі екземпляри цієї зброї були захоплені і використані німцями. Такі трофейні рушниці отримали найменування Panzerbüchse 784 (R) або PzB 784 (R).

## Опис
Автоматика ПТРС працює за принципом відведення частини порохових газів зі ствола. Рушниця має газовий регулятор на три положення для дозування відведених на поршень газів залежно від умов експлуатації. Замикання каналу ствола здійснюється перекосом остова затвора у вертикальній площині. Ударно-спусковий механізм забезпечує вогонь лише одиночними пострілами. Після використання всіх набоїв з магазина затвор зупиняється у відкритому положенні. Запобіжник прапорцевий.
Ствол має вісім правих нарізів і забезпечений дульним гальмом. На потиличнику приклада встановлений амортизатор (подушка).
Магазин незйомний, з відкидною нижньою кришкою і важільним подавачем. Заряджання проводять знизу, металевою пачкою з п'ятьма набоями, розташованими в шаховому порядку. Рушниця комплектувалося шістьма пачками.
Приціл відкритий, секторного типу, розрахований на відстані від 100 до 1500 м.
ПТРС важче і конструктивно складніше за ПТРД, але скорострільніше на 5 пострілів на хвилину. Обслуга ПТРС — з двох чоловік. У бою рушницю міг переносити один номер обслуги або обидва разом (рукоятки для перенесення кріпилися на стволі та прикладі). У похідному положенні рушницю розбирають на дві частини — ствол з сошкою і ствольна коробка з прикладом — і переносили двома номерами обслуги.

## Набої
Для стрільби з ПТРС використовують набої калібру 14,5 × 114 мм наступних різновидів:
- з кулею Б-32 (звичайна бронебійно-запальна зі сталевою загартованою серцевиною);
- з кулею БС-41 (спеціальна бронебійно-запальна куля з металокерамічною серцевиною (карбід вольфраму)).

## Характеристики
Бронепробивність:
- на 100 м — 50-60 мм,
- на 300 м — 40 мм.

Вимоги нормального бою для ПТРС:
- три або чотири пробоїни з чотирьох вміщаються в коло діаметром 22 см;
- середня точка влучення відхиляється від контрольної точки не більше 7 см по вертикалі і не більше 5 см по горизонталі.

Перевірка бою здійснюється стрільбою з відстані 100 м, положення — лежачи з сошок, набої з кулею Б-32.
Показники розсіювання куль при стрільбі з приведеної до нормального бою ПТРС:
| Дальність стрільби, м | Серцевинні смуги по висоті, см | Серцевинні смуги по ширині, см |
| 100                   | 21                             | 18                             |
| 200                   | 42                             | 36                             |
| 300                   | 63                             | 55                             |
| 400                   | 8                              | 73                             |
| 500                   | 105                            | 92                             |

Де серцевинна смуга — смуга розсіювання, що містить в собі 70% влучень .

## Виробництво
Виробництво ПТРС було розпочато в листопаді 1941 року, в 1941 році було випущено 77 шт. рушниць, надалі випуск рушниць було збільшено — в 1942 році було випущено 63 308 шт. ПТРС. Виробництво ПТРС було припинено в 1945 році, всього було випущено 190615 рушниць цього типу.

### Переваги ПТРС перед ПТР Рукавишнікова

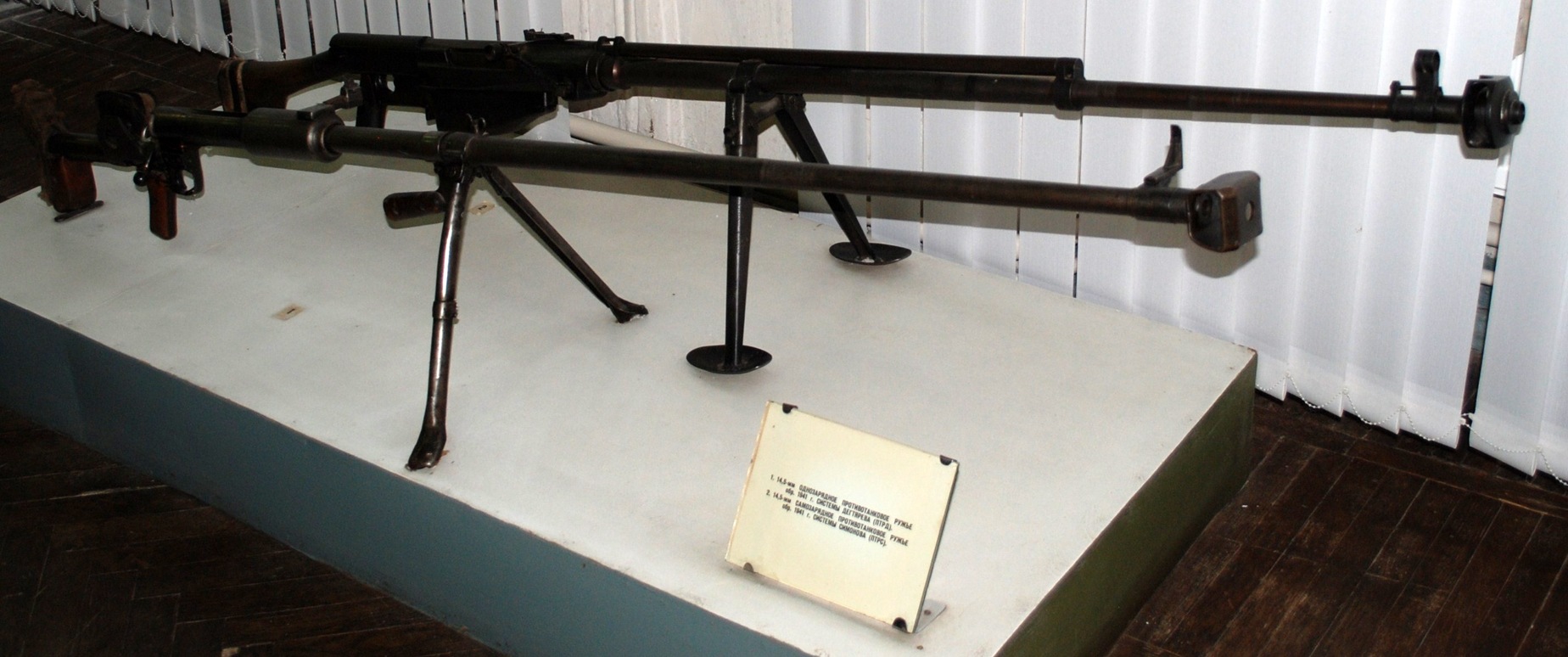
ПТРС та ПТРД на стенді військового музею в Петербурзі

8 липня, всього через два тижні після початку війни, Головній Військовій Раді було вдруге представлено протитанкову рушницю Рукавишнікова, котрий далекоглядно продовжував удосконалювати свою зняту з озброєння рушницю. Але, як не парадоксально, перешкодою для прийняття рушниці на озброєння послужила її досконалість: перевершуючи всі тодішні іноземні зразки по бойовим і експлуатаційним якостям, вона була занадто складна за конструкцією і дорогою у виробництві. А в ті дні було потрібно якомога більше рушниць, якомога простіше і як можна дешевше. А головне — вони були потрібні негайно.

У середині серпня 1941 були проведені полігонні випробування двох самозарядних протитанкових рушниць: Рукавишнікова та Симонова, а також однозарядної, конструкції Дегтярьова, КБ-П-105. У лідери відразу вийшла однозарядна протитанкова рушниця Дегтярьова, яка при тій же бронепробивності за своєю масою виявилась набагато легше за самозарядні рушниці. Основна боротьба розгорнулася між самозарядними протитанковими рушницями Симонова і Рукавишнікова. Бронепробиваністю, місткістю магазина, балістичним, масо-габаритними характеристиками рушниці виявились рівноцінними. Однак ПТР Симонова мала вищу живучість, а також простіше в експлуатації і обслуговуванні. Важливу роль зіграв і той факт, що кількість деталей в рушниці Симонова була на третину менше за рушницю Рукавишнікова, і на виготовлення ПТРС необхідно витратити на 60 відсотків менше верстато-годин і на 30% — загального часу. Протитанкова рушниця Рукавишнікова мала загальну трудомісткість виробництва — 173 і кількість станкогодин — 145 годин (розрахунково). Перевагу було віддано протитанковій рушниці Симонова, як оптимальнішому варіантові.
— С. Монетчиков. Арсенал: Управа на броню. — М.: Журнал «Братишка», № 9, 2008.

## Бойове застосування після Другої світової війни
Під час російського вторгнення до України терористи ДНР в місті Слов'янськ під командуванням Ігоря Гіркіна активно використовували ПТРС-41, що залишились з часів Другої світової війни, проти українських військ. За словами Гіркіна, на озброєнні підлеглих йому формувань знаходиться велика кількість ПТРС. Згодом терористи визнали, що зброю їм постачає Росія.
Одна ПТРС зі 160 набоями до неї була вилучена на початку жовтня 2014 р. контррозвідкою СБУ зі схованки російських терористів неподалік Лисичанська.
Окрім ПТРС, на озброєні російських терористів знаходилась іще одна протитанкова рушниця часів Другої світової війни — ПТРД.

## Відображення в культурі та мистецтві
Згадки про ПТРС та її застосування є в багатьох творах: у тому числі, в літературно-художніх творах, кінофільмах і комп'ютерних іграх .

### У відеоіграх
- Red Orchestra 2: Heroes of Stalingrad - використовується і Червоною Армією, і вермахтом (під позначенням PzB 784)